# Hymn Seszeli
Koste Seselwa – hymn państwowy Seszeli. Słowa i muzykę napisali David François Marc André i George Charles Robert Payet w 1996 roku. W tymże roku ta wersja stała się obowiązującą. Poniżej przedstawiony został tekst oficjalny w języku kreolskim, a po prawej stronie ten sam tekst z zachowaniem zasad ortografii francuskiej.
Koste Seselwa

Sesel ou menm nou sel patri 

Kot nou viv dan larmoni 

Lazwa, lanmour ek lape 

Nou remersye Bondye 

Preserv labote nou pei 

Larises nou losean 

En leritaz byen presye 

Pour boner nou zanfan 

Reste touzour dan linite 

Fer monte nou paviyon 

Ansanm pou tou leternite 

Koste Seselwa
Costez Seychellois

Seychelles où même nous seule patrie 

A côté nous vive dans l'harmonie 

La joie, l' amour et la paix 

Nous remerciez Bon Dieu 

Preserve la beauté nous pays 

La richesse nous l'océan 

Un héritage bien précieux 

Pour bonheur nous enfants 

Restez toujours dans l'unité 

Faire monter nous pavillion 

Ensemble pour tout l’éternité 

Costez Seychellois

Come Together Seychellois

Seychelles you are our only motherland

Where we live in harmony,

Joy, love and peace

We give thanks to God 

Preserve the beauty of our country

The richness of our ocean

A precious heritage

For the future of our children

   
Let us always be united

As we hoist our flag

Together, for all eternity

Come together Seychellois
Łączmy się, Seszelczycy
Seszele to nasza ojczyzna

Gdzie żyjemy w harmonii,

Radości, miłości i pokoju

Składamy dzięki Bogu 

Chroń piękno naszego kraju

Bogactwo naszych oceanów

Niezmierzone dziedzictwo

Dla przyszłości naszych dzieci

   
Pozwól nam wszystkim zjednoczyć się

Gdy wznosimy naszą flagę

Razem na całą wieczność

Łączmy się, Seszelczycy